# Maria Gołkowska
Maria Gołkowska (ur. 14 stycznia 1935 w Sochaczewie, zm. 27 grudnia 2016 tamże) – polska nauczycielka, działaczka społeczna i kulturalna, honorowa obywatelka Sochaczewa.

## Życiorys
Córka Władysławy Antoniny z domu Boczkowskiej secundo voto Kozłowskiej (1932) primo voto Hajdenrajek (1923) działaczki kulturalnej, oraz Michaiła Jakowlewicza Kozłowskiego, carskiego żołnierza. W 1951 skazana przez komunistyczne władze na 9 miesięcy więzienia za „szerzenie wrogiej propagandy". Po pół roku w warszawskim więzieniu na ul. Ratuszowej resztę kary zamieniono na dozór milicyjny.
Z zawodu nauczycielka. Od 1 grudnia 1951 do 31 sierpnia 1963 pracowała w Szkole Podstawowej nr 1 w Sochaczewie. Od 1 września 1963 do 31 października 1969 była zastępczynią dyrektora w Technikum Ekonomicznym w Chodakowie. Od 1 listopada 1969 do 31 sierpnia 1970 kierowała Powiatowym Domem Kultury w Sochaczewie. Od 1 września 1970 do 31 sierpnia 1997 pracowała w Liceum Ogólnokształcącym im. F. Chopina, gdzie od kwietnia 1974 do końca sierpnia 1978 pełniła funkcję wicedyrektorki. Ukończyła w międzyczasie zaocznie Wydział Polonistyki Uniwersytetu Warszawskiego.
Zaangażowana w NSZZ „Solidarność” oraz Komitet Obywatelski. Po 1989 współtworzyła pierwsze lokalne pismo – „Sochaczewianin", którego była redaktorką naczelną. Współzakładała także „Ziemię Sochaczewską", z którą współpracowała do 1994. Organizatorka przedsięwzięć kulturalnych, np. spektakli teatralnych, spotkań autorskich, prelekcji.
Mieszkała przy ul. Staszica. Z mężem Janem miała syna Marka Gołkowskiego i córkę Justynę Grajek. Jej wnukiem jest Michał Gołkowski.

## Nagrody i odznaczenia
- Złoty Krzyż Zasługi – 1975[3]
- Medal Komisji Edukacji Narodowej – 1985, 1976[3]
- Krzyż Kawalerski Orderu Odrodzenia Polski – 1990[3]
- Nagroda Ministra Oświaty i Wychowania I stopnia – 1973[3]
- Nagroda Inspektora Oświaty i Wychowania w Sochaczewie – 1984[3]
- Nagroda Kuratora Oświaty – 1990[3]
- Nagrody Dyrektora Szkoły – 1988, 1989, 1993, 1994[3]
- Tytuł Honorowego Obywatela Miasta – 27 maja 2014[3]